# Los jinetes del alba
Los jinetes del alba fue una serie de televisión, estrenada por Televisión Española en 1991, con dirección de Vicente Aranda, basada en la novela homónima de Jesús Fernández Santos.

## Argumento
Ambientada durante los años previos al inicio de la guerra civil española, la acción se inicia en Las Caldas, un pueblo de Asturias en 1922, en un balneario propiedad de la rica Amalia, que comparte su lecho con el joven Martín, a su vez enamorado de la maquiavélica Marián, sobrina de la dueña. Cuando estalla la Revolución de Asturias de 1934, Martín apoyará a los mineros insurgentes en contra de los caciques locales con Erasmo al frente. Tras diversos avatares, Marián se hace con el control del balneario, pero el fin de la Guerra lo habrá dejado reducido a escombros.

## Reparto
- Victoria Abril ... Marián
- Jorge Sanz ... Martín.
- Maribel Verdú ... Raquel.
- Fernando Guillén ... Erasmo
- Graciela Borges ... Amalia
- Gloria Muñoz ... Adamina
- Alfonso Vallejo
- Antonio Iranzo
- Claudia Gravy
- Conrado San Martín
- El Gran Wyoming
- Jordi Dauder
- José Canalejas
- Lola Baldrich
- Manuel Torremocha
- Margarita Calahorra
- María Jesús Hoyos
- Nacho Martínez
- Neus Asensi
- Alfonso Godá
- Paco Catalá
- Pedro Díez del Corral
- Resu Morales

## Ficha Técnica
- Dirección: Vicente Aranda.
- Producción: José Luis Tafur
- Guiones: Vicente Aranda, Joaquim Jordà
- Música Original: José Nieto
- Fotografía: Juan Amorós
- Montaje: Teresa Font

## Presupuesto
La serie contó con un presupuesto de 500 millones de pesetas.

## Producción
La serie fue rodada en diferentes localidades del concejo de Cangas de Onís: Abamia, Corao, Labra y Cangas de Onís.